# Hjalmar Andresen
Hjalmar Andresen (ur. 18 lipca 1914, zm. 22 czerwca 1982) – piłkarz norweski grający na pozycji napastnika. W swojej karierze rozegrał 6 meczów w reprezentacji Norwegii.

## Kariera klubowa
W swojej karierze piłkarskiej Andresen grał w klubie Sarpsborg FK.

## Kariera reprezentacyjna
W reprezentacji Norwegii Andresen zadebiutował 3 września 1939 roku w wygranym 2:1 meczu mistrzostw nordyckich ze Finlandią, rozegranym w Helsinkach. Wcześniej, w 1938 roku, został powołany do kadry na mistrzostwa świata we Francji, jednak nie wystąpił na nich ani razu. Od 1939 do 1947 roku rozegrał w kadrze narodowej 6 meczów.